# Nunuku-whenua
Nunuku-whenua era un cap moriori conegut per ser un pacifista del segle xvi.
Els morioris, un poble polinesi, van emigrar cap a l'aleshores deshabitades illes Chatham des de Nova Zelanda continental cap a l'any 1500. Després d'un conflicte intertribal, Nunuku-whenua, un destacat cap moriori de la tribu Hamata, va establir la "Llei de Nunuku", que prohibia la guerra, el canibalisme i l'assassinat.
Els morioris van obeir estrictament la llei de Nunuku i van mantenir la pau als Chatham fins al 1835, quan van arribar als Chatham uns 900 maoris de dos iwi de l'illa del Nord, el Ngāti Mutunga i el Ngāti Tama. Els invasors van tenir armes i van massacrar els morioris, que es van reunir urgentment per a un consell a Te Awapātiki. Tot i que els joves van defensar la resistència armada, els ancians van decidir que la llei de Nunuku no es podia violar per cap motiu. La població moriori, conquerida i esclavitzada, va caure de més de 1600 el 1835 a menys de 100 en trenta anys.